# Сандерсон, Керри
Керри Гэй Сандерсон (урождённая Смит, англ. Kerry Gaye Sanderson, née Smith; род. 21 декабря 1950, Субиако, Западная Австралия, Австралия) — австралийский политик, 32-й губернатор Западной Австралии (2014—2018).

## Биография
Керри Гэй Смит родилась 21 декабря 1950 года в Субиако, Западная Австралия, Австралия. Окончив Университет Западной Австралии по специальности «математика», она получила степень бакалавра наук (B.S.), а позднее — степень бакалавра экономики (B.Ec.). В возрасте 21 года она вышла замуж за инженера Лэнса Сандерсона (Lance Sanderson), работавшего в области телекоммуникаций, у них родились двое сыновей. Лэнс Сандерсон скончался в 2007 году.
После окончания университета Керри Сандерсон начала свою работу в финансовом управлении Западной Австралии. Там она проработала 17 лет, последние пять из которых она руководила отделом экономической и финансовой политики.
В 1991—2008 годах Керри Сандерсон работала главным исполнительным директором (CEO) Фримантлского порта (Фримантл, Западная Австралия). За время её руководства контейнерная торговля, осуществляемая через этот порт, увеличилась в четыре раза.
С ноября 2008 года по декабрь 2011 года Керри Сандерсон работала в Лондоне в должности генерального агента правительства Западной Австралии в Европе. На этом посту она отвечала за расширение экспорта товаров, произведённых в Западной Австралии, а также за увеличение инвестиций в экономику штата.
В августе 2014 года было объявлено, что Керри Сандерсон будет назначена губернатором Западной Австралии и приступит к обязанностям 20 октября 2014 года. 20 октября 2014 года она приняла присягу и официально вступила в должность, став 32-м губернатором Западной Австралии и первой женщиной на этом посту.

## Награды
В январе 2001 года Керри Сандерсон была награждена медалью Centenary Medal в честь столетия Австралийской Федерации, в июне 2004 года она стала офицером ордена Австралии (A.O.), а в июне 2016 года — компаньоном того же ордена (A.C.).